# Mark Alexander Abrams
Mark Alexander Abrams (n. Max Alexander Abramowitz, 27 aprilie 1906,  d. 25 septembrie 1994) a fost un cercetător de opinie publică și întemeietorul firmei Research Services Limited.
Fiul lui Abraham (Abram) Abramowitz (cunoscut și ca Abramovich sau Abrams) și Anne (n. Issercorwitz) a urmat școala Latymer din Edmonton, Londra de nord, după care a studiat economia la London School of Economics (Universitatea din Londra). 
Din 1931 până în anul 1933 a fost cercetător la Institutul Brookings din Washington, DC. 
În 1933 s-a întors în Marea Britanie la departamentul de cercetări ale firmei de reclame London Press Exchange (LPE). Aici Abrams s-a dovedit a fi o autoritate în domeniul cercetării opiniei publice. Pentru el cercetarea opiniei publice era un fel de a îmbunătăți viața în societate. 
În 1939 l-a ajutat pe Sigmund Freud, care era urmărit de naziști, să se refugieze în Marea Britanie. Între 1939 și 1941, a lucrat la postul BBC, secția străină de cercetare (analiza emisiunile de propagandă naziste) și la Comisia de Război Psihologic, unde la cererea guvernului efectua cercetări asupra experiențelor, credințelor și necesităților populației. 
În 1946 Abrams a înființat firma Research Services Limited, unde a lucrat până în anul 1970.
Abrams a avut relații strânse cu Partidul Laburist din Marea Britanie, pentru care a efectuat numeroase măsurători de opinie publică private în anii 1950 și 1960. 
Din 1970 până în 1976, a fost director al Biroului de Cercetări ale Opiniei Publice ale Consiliului de Cercetări Sociale. 
Din 1976 până în 1985 a fost director de cercetare la „Age Concern”. 
Din 1978 până în 1994 a fost vicepreședinte al Institutului de Studii Politice, și consilier al Asociației pentru Protecția Consumatorilor din Marea Britanie. 

## Cărți
- ''Condition of the British People”, 1911-1946" (1947)
- "Social Surveys and Social Action" ((1951)
- "Beyond Three Score and Ten" (1980)
- "People in Their Sixties" (1983)
- Împreună cu Richard Rose a scris cartea "Must Labour Lose?", în care expun teoria îmburghezirii clasei muncitoare ca factor al scăderii popularității Partidului Laburist în rândul clasei muncitoare britanice.

## Moștenire
În 1986 a fost instituit un premiu anual care este numit în cinstea lui: Premiul Mark Abrams care este decernat de către Social Research Association celei mai bune lucrări care combină cercetarea opiniei publice, teoria socială și/sau politica socială. 